# Хискаирумоко
Хискаирумоко, Jiskairumoko — доколумбов археологический памятник — объект раскопок, расположенный в 54 км к юго-востоку от г. Пуно в Перу. Находится на высоте 4115 метров над уровнем моря в округе Аймара региона Хачакачи в бассейне озера Титикака. Объект был населён с позднего архаичного по формационный период, то есть в 3000-1400 гг. до н. э. Обнаружен в 1994 г. Марком Альдендерфером во время пешего обследования реки Илаве.
Название представляет собой комбинацию 3 слов на языке аймара: «хиска» означает «маленький», «иру» означает тип кустистой травы, а «моко» означает «небольшой холм», то есть Хискаирумоко означает «небольшой холм, покрытый кустистыми зарослями».
По ряду причин Хискаирумоко играет важную роль в понимании древнейшей истории Перу и Анд: в частности, это ранние престижные изделия, архитектурные переходы, ритуальные предметы в домашних помещениях, создание регулярных торговых путей и др.